# Hackvads distrikt
Hackvads distrikt är från 2016 ett distrikt i Lekebergs kommun och Örebro län.
Distriktet ligger söder om Fjugesta.

## Tidigare administrativ tillhörighet
Distriktet inrättades 2016 och utgörs av socknen Hackvad i Lekebergs kommun.
Området motsvarar den omfattning Hackvads församling hade vid årsskiftet 1999/2000.